# 張敷
張敷（ちょう ふ、生没年不詳）は、南朝宋の官僚。字は景胤。小名は査。本貫は呉郡呉県。

## 経歴
張邵の子として生まれた。生まれたときに母が死去した。幼いころから亡母を慕ってやまず、母の形見の扇を開いては涙を流した。道教の書物を読むのを好み、論文を書いて、若くして名を知られた。劉裕に見出されて、世子中軍参軍となり、たびたび引見を受けた。永初初年、秘書郎となり、官省に宿直した。傅亮が張敷の学才を聞いて訪れたが、張敷は床に臥したまま起きなかったため、傅亮は怪しんで立ち去った。
永初3年（422年）、父の張邵が湘州刺史となると、張敷は官を辞して父の赴任に従った。劉義隆の下で西中郎参軍となった。元嘉初年、員外散騎侍郎・秘書丞となった。元嘉6年（429年）、江夏王劉義恭が江陵に駐屯すると、張敷はその下で撫軍功曹となった。撫軍記室参軍に転じた。あるとき劉義恭が文帝（劉義隆）に学問僧の派遣を求めた。ちょうど張敷が建康から江陵に帰るところであったため、文帝は沙門と同行して江陵に赴くよう張敷に命じた。しかし張敷は「臣の性、雑に耐えず」と言って断ったため、文帝の不興を買った。
正員中書郎の位を受けた。黄門侍郎に転じ、始興王劉濬の下で後軍長史となった。司徒左長史に任じられたが、受けないうちに父が危篤と聞いて呉興に駆けつけ、末期を看取った。葬儀が終わると喪に服したが、塩菜を取らず、痩せ細って病にかかった。父の喪が明けないうちに死去した。享年は41。孝武帝が即位すると、侍中の位を追贈され、張敷の住所は孝張里と改称された。
子はなかった。

## 伝記資料
- 『宋書』巻46 列伝第6
- 『宋書』巻62 列伝第22
- 『南史』巻32 列伝第22